# Rapport isotopique
Un rapport isotopique est le rapport des nombres d'atomes de deux isotopes dans un même échantillon. On restreint souvent le terme de rapport isotopique au cas de deux isotopes d'un même élément chimique, mais il peut être employé pour celui de deux isotopes d'éléments différents. La mesure, l'interprétation et la modélisation des rapports isotopiques sont le quotidien des géochimistes isotopistes. Les rapports isotopiques servent à la datation d'événements géologiques ainsi qu'au décryptage des processus géodynamiques (traçage des sources, notamment). Ils trouvent aussi d'autres applications dans des domaines variés : glaciologie et paléoclimatologie, archéologie et paléontologie, histoire précoce de la vie, etc.

## Définition et notations

### Définition
Un rapport isotopique est défini comme le rapport :
{\displaystyle r_{12}={\frac {N{\text{(isotope 1)}}}{N{\text{(isotope 2)}}}}}
où N(isotope) représente le nombre d'atomes de l'isotope considéré dans un échantillon (ou plus souvent une petite fraction de l'échantillon).

### Notation standard et usages
On note conventionnellement un rapport isotopique par le rapport des symboles des deux isotopes, mis entre parenthèses. Ainsi {\displaystyle \left({\tfrac {^{87}\mathrm {Sr} }{^{86}\mathrm {Sr} }}\right)} représente-t-il le rapport isotopique du strontium 87 et du strontium 86 (c'est-à-dire {\displaystyle {\tfrac {N\left(^{87}\mathrm {Sr} \right)}{N\left(^{86}\mathrm {Sr} \right)}}}), et {\displaystyle \left({\tfrac {^{87}\mathrm {Rb} }{^{86}\mathrm {Sr} }}\right)} celui du rubidium 87 et du strontium 86.
- En radiochronologie on choisit généralement de mettre au dénominateur un isotope stable et non radiogénique : 12C, 86Sr, 144Nd, etc. Les rapports isotopiques utilisés pour la datation auront alors au numérateur l'isotope père et l'isotope fils de la désintégration radioactive employée comme chronomètre : {\displaystyle \left({\tfrac {^{87}\mathrm {Rb} }{^{86}\mathrm {Sr} }}\right)} et {\displaystyle \left({\tfrac {^{87}\mathrm {Sr} }{^{86}\mathrm {Sr} }}\right)} pour la datation rubidium-strontium, {\displaystyle \left({\tfrac {^{147}\mathrm {Sm} }{^{144}\mathrm {Nd} }}\right)} et {\displaystyle \left({\tfrac {^{143}\mathrm {Nd} }{^{144}\mathrm {Nd} }}\right)} pour la datation samarium-néodyme, etc. Dans le cas particulier de la datation au carbone 14 on n'utilise pas l'isotope fils, on ne se sert que du rapport {\displaystyle \left({\tfrac {^{14}\mathrm {C} }{^{12}\mathrm {C} }}\right)}. Dans les méthodes de datation par déséquilibre radioactif on utilise un rapport isotopique impliquant deux isotopes radioactifs membres d'une même chaîne de désintégrations, par exemple {\displaystyle \left({\tfrac {^{230}\mathrm {Th} }{^{238}\mathrm {U} }}\right)} pour la datation uranium-thorium.
- En géodynamique chimique[1], pour le traçage des sources des magmas par exemple, on utilise des rapports isotopiques impliquant deux isotopes stables d'un même élément, l'un radiogénique et l'autre pas : {\displaystyle \left({\tfrac {^{87}\mathrm {Sr} }{^{86}\mathrm {Sr} }}\right)}, {\displaystyle \left({\tfrac {^{143}\mathrm {Nd} }{^{144}\mathrm {Nd} }}\right)}, {\displaystyle \left({\tfrac {^{207}\mathrm {Pb} }{^{206}\mathrm {Pb} }}\right)}, {\displaystyle \left({\tfrac {^{4}\mathrm {He} }{^{3}\mathrm {He} }}\right)}, etc.
- En géochimie des isotopes stables on choisit généralement de mettre au dénominateur l'isotope le plus abondant, par exemple {\displaystyle \left({\tfrac {^{17}\mathrm {O} }{^{16}\mathrm {O} }}\right)} et {\displaystyle \left({\tfrac {^{18}\mathrm {O} }{^{16}\mathrm {O} }}\right)} pour les isotopes de l'oxygène, {\displaystyle \left({\tfrac {^{13}\mathrm {C} }{^{12}\mathrm {C} }}\right)} pour ceux du carbone, etc.

### Notation δ
Un assez grand nombre de rapports isotopiques ne varient que d'une très faible fraction, néanmoins significative en raison de la très grande précision des mesures isotopiques. Plutôt que de manipuler des nombres ne différant que par la 3e, 4e voire 5e décimale, il est alors commode de manipuler les variations relatives du rapport isotopique r, par rapport à un rapport isotopique standard r0 approprié. On définit ainsi la notation δ :
{\displaystyle \delta ={\frac {r}{r_{0}}}-1}
Ces valeurs, sans dimension, sont généralement de l'ordre de quelques millièmes ou dix-millièmes, et donc exprimées en ‰ ou ‱.
Par exemple, pour les isotopes de l'oxygène :
{\displaystyle \delta ^{17}\!\mathrm {O} ={\frac {(^{17}\mathrm {O} /^{16}\mathrm {O} )}{(^{17}\mathrm {O} /^{16}\mathrm {O} )_{\mathrm {SMOW} }}}-1}  et  {\displaystyle \delta ^{18}\!\mathrm {O} ={\frac {(^{18}\mathrm {O} /^{16}\mathrm {O} )}{(^{18}\mathrm {O} /^{16}\mathrm {O} )_{\mathrm {SMOW} }}}-1}
où le standard classiquement utilisé est l'eau océanique moyenne définie à Vienne en 1968 (notée SMOW, pour Standard Mean Ocean Water).
De même, pour les isotopes du carbone :
{\displaystyle \delta ^{13}\!\mathrm {C} ={\frac {(^{13}\mathrm {C} /^{12}\mathrm {C} )}{(^{13}\mathrm {C} /^{12}\mathrm {C} )_{\mathrm {PDB} }}}-1}
où le standard classiquement utilisé est constitué par le fossile Belemnitella americana (une bélemnite du Crétacé supérieur) de la formation Peedee (en) en Caroline du Sud, également défini à Vienne en 1968 (noté PDB, pour Pee Dee Belemnite).

## Mesure
La mesure des rapports isotopiques peut se faire in situ à l'aide d'une sonde ionique, mais on la réalise plus souvent sur des sels ou des gaz extraits des échantillons à étudier, à l'aide d'un spectromètre de masse. Afin d'obtenir un bon rendement du spectromètre et d'éviter les interférences entre nucléides isobares on doit en général passer préalablement par des étapes de dissolution de l'échantillon, séparation des éléments chimiques, concentration et dépôt, opérations délicates et sensibles aux contaminations, et qui se déroulent donc ordinairement en salle blanche. La précision obtenue varie d'un élément à l'autre, dépendant notamment de sa masse atomique et de sa richesse en isotopes stables non radiogéniques (la présence d'au moins deux tels isotopes permet de corriger la discrimination de masse, un effet isotopique inhérent au fonctionnement des spectromètres de masse). Pour un même élément chimique la précision de la mesure dépend de la qualité du spectromètre (et de son entretien) mais aussi de la rigueur avec laquelle sont traitées les étapes chimiques et la calibration du spectromètre.

## Variabilité

### Sciences de la Terre et planétologie
La variabilité des rapports isotopiques entre échantillons géologiques, terrestres ou extraterrestres, voire au sein d'une même roche ou d'un même minéral, peut être due à plusieurs facteurs :
- une hétérogénéité isotopique initiale, dans la nébuleuse solaire puis dans les matériaux qui se sont rassemblés pour former la Terre ou d'autres corps. Les mesures effectuées sur les échantillons provenant de la Terre, de la Lune et des météorites indiquent à la fois que la nébuleuse solaire était globalement bien mélangée en termes de composition isotopique mais que dans le détail il s'y trouvait des différences significatives (faibles mais à la portée de nos capacités de mesure) ;
- la désintégration des isotopes radioactifs, qui fait augmenter au fil du temps le rapport isotopique impliquant l'isotope fils et un isotope non radiogénique du même élément (la désintégration progressive de 87Rb, par exemple, fait augmenter le rapport {\displaystyle \left({\tfrac {^{87}\mathrm {Sr} }{^{86}\mathrm {Sr} }}\right)}). Cette augmentation est d'autant plus rapide que l'élément radioactif est abondant, comparé à l'élément de l'isotope fils (le rapport {\displaystyle \left({\tfrac {^{87}\mathrm {Sr} }{^{86}\mathrm {Sr} }}\right)}, par exemple, augmente d'autant plus vite que le rapport chimique {\displaystyle \left({\tfrac {\mathrm {Rb} }{\mathrm {Sr} }}\right)} est plus élevé). Cette augmentation est mise à profit en géochronologie et en géodynamique chimique ;
- le fractionnement isotopique lors de la fusion, cristallisation, vaporisation, condensation ou réaction chimique partielle d'un matériau, qui a pour conséquence que le produit de la transformation partielle a une composition isotopique légèrement différente de celle du matériau de départ. Ce fractionnement suit une loi différente selon qu'il se produit :
  - à proximité de l'équilibre. Le rapport de fractionnement {\displaystyle \alpha ={\tfrac {r_{\mathrm {produit} }}{r_{\mathrm {d{\acute {e}}part} }}}} (où r désigne un rapport isotopique) suit alors une loi connue, et dépend notamment de la température[d],
  - loin de l'équilibre. C'est alors la vitesse de la transformation ou de réaction qui n'est pas la même pour différents isotopes du même élément chimique[e]. Ce fractionnement cinétique est en général plus marqué que le fractionnement à l'équilibre. On observe aussi une différence de vitesse pour d'autres processus comme l'écoulement à travers un milieu poreux ou la diffusion chimique. Cet effet isotopique est notamment mis à profit pour l'enrichissement de l'uranium ;
- le fractionnement cristallographique, quand un même élément chimique occupe des sites cristallins différents (par leur environnement chimique ou leur symétrie) : les différents isotopes ne se partagent pas également entre les différents sites. C'est notamment le cas des silicates porteurs de groupes hydroxyles (goethite, kaolinite, muscovite, illite, smectite, chlorites), où les deux sites de l'oxygène ne sont pas équivalents. Les isotopes les plus lourds se partagent préférentiellement dans le site sans hydrogène associé. La quantité {\displaystyle \varepsilon =10^{3}\,\ln {\tfrac {(^{18}\mathrm {O} /^{16}\mathrm {O} )_{\mathrm {global} }}{(^{18}\mathrm {O} /^{16}\mathrm {O} )_{\mathrm {OH} }}}}, accessible à la mesure, dépend de la température de formation du cristal ce qui conduit à des applications paléothermométriques (en)[3].

### Autres disciplines
La variabilité isotopique des échantillons glaciologiques, paléoclimatologiques, biologiques, archéologiques ou paléontologiques est due aux mêmes facteurs que celle des échantillons géologiques, à l'exception du premier : la désintégration des isotopes radioactifs de courte demi-vie (compte tenu des échelles de temps intéressant ces disciplines) et le fractionnement isotopique, surtout celui de nature cinétique (les réactions biochimiques notamment, qui s'effectuent presque toujours très loin de l'équilibre, induisent un fractionnement isotopique souvent très supérieur à celui des réactions chimiques et transformations physiques du monde minéral).